# Anglars-Juillac
Anglars-Juillac ist eine französische Gemeinde mit 334 Einwohnern (Stand 1. Januar 2022) im Département Lot in der Region Okzitanien (vor 2016: Midi-Pyrénées). Die Gemeinde gehört zum Arrondissement Cahors und zum Kanton Luzech.
Der erste Namensteil der Gemeinde leitet sich vom lateinischen Wort angulus (deutsch Winkel, Ecke) ab. Dies könnte seinen Ursprung haben, dass die ersten Häuser auf dreieckigen Grundstücken gebaut wurden. Im Okzitanischen weist der Name auf ein Feld an der Ecke zweier kreuzender Wege hin. Der zweite Namensteil leitet sich vom früheren Namen Juliacum (Villa des Julius) ab.
Die Einwohner werden Anglacois und Anglacoises genannt.

## Geographie
Anglars-Juillac liegt circa 20 Kilometer nordwestlich von Cahors in der historischen Provinz Quercy.
Umgeben wird Anglars-Juillac von den vier Nachbargemeinden:
|          | Castelfranc                                 |       |
| Prayssac | Kompassrose, die auf Nachbargemeinden zeigt | Albas |
|          | Bélaye                                      |       |

Anglars-Juillac liegt im Einzugsgebiet des Flusses Garonne am linken Ufer des Lot. Der Lissourgues mündet an der Grenze zur Nachbargemeinde Bélaye in den Lot.

## Geschichte
Anglars ist vermutlich eines der Landgüter, das der heilige Desiderius von Cahors (590–655), Bischof von Cahors, an die Abtei Saint-Amans in Cours geschenkt hat. Ausgrabungen im Jahre 1986 bestätigten die Besiedelung von Anglars während der Antike.
Die erste bekannte Erwähnung des Lehens von Anglars erfolgte 1330 mit der Huldigung an den Bischof von Cahors durch Segai de Valsorian. Im Jahre 1368 wird die Huldigung von Guilhelme de Trebous, der Frau von Monpila, gezollt. Im Jahr 1504 zählt Pierre de Massault, Seigneur von Anglars, verschiedene Orte seinem König auf, die er vom Bischof von Cahors ohne Grundherrschaft innehatte, darunter ein "kleines antikes Haus" in Anglars.
Die Pfarrgemeinde Anglars vereinigte sich 1769 mit der Pfarrgemeinde Albas. Diese Vereinigung wurde auf Anlass von Anglars im Jahre 1777 wieder rückgängig gemacht. Als Gemeinde fusionierte Anglars erneut mit der Gemeinde Albas im Jahre 1795. Aufgrund des Gesetzes vom 4. Juni 1853 wurde Anglars-Juillac mit Teilen der Gebiete der Gemeinden Albas und Bélaye unabhängig.

## Einwohnerentwicklung
Nach der Gründung der Gemeinde im Jahre 1853 stieg die Einwohnerzahl bis zur zweiten Hälfte des 19. Jahrhunderts auf einen Höchststand von rund 565. In der Folgezeit sank die Größe der Gemeinde bei kurzen Erholungsphasen bis zu den 1990er Jahren auf rund 330 Einwohner. Seitdem konnte sich die Zahl der Einwohner auf diesem Niveau stabilisieren.
| Jahr      | 1962 | 1968 | 1975 | 1982 | 1990 | 1999 | 2006 | 2011 | 2022 |
| --------- | ---- | ---- | ---- | ---- | ---- | ---- | ---- | ---- | ---- |
| Einwohner | 377  | 392  | 340  | 369  | 329  | 331  | 342  | 351  | 334  |

## Sehenswürdigkeiten

### PfarrkircheSaint-Laurent
Die Apsis und der größte Teil des Langhauses können auf das Ende des 12. oder auf den Beginn des 13. Jahrhunderts datiert werden. Die beiden Seitenkapellen sind vielleicht aufeinanderfolgend im späten 15. oder frühen 16. Jahrhundert hinzugefügt worden. Der Glockengiebel ist eine relativ hohe Wand mit vier spitzbogenförmigen Maueröffnungen für die Glocken. Der größte Teil stammt vermutlich auch aus dem Ende des Mittelalters. Der Verlauf der Bogenrücken ist nicht konzentrisch zu den Laibungen gemäß dem Bauprinzip des Mittelalters. Dies weist auf eine mögliche Restaurierung oder nachträgliche Änderung hin, um beispielsweise ein Kippen des Glockengiebels zu vermeiden. Das nördliche Eingangsportal ist in der zweiten Hälfte des 16. Jahrhunderts entstanden.
Die romanische Apsis wurde aus Werksteinen errichtet. Sie besteht aus einem halbrunden Teil mit einem Kesselgewölbe hinter einem geraden Teil mit Tonnengewölbe. Das Gesims ruht auf glatten Konsolen oder mit zusammengefasster Verzierung zwischen denen Löcher gesetzt sind, die an gelochte Metopen erinnern. Die Decke des einschiffige Langhauses ist mit einer Täfelung versehen, die ein früheres Balkenwerk ersetzte. Die beiden Seitenkapellen sind mit einem Kreuzrippengewölbe mit doppelten Stäben auf den Rippen versehen. Die südliche Kapelle hat ihren eigenen Eingang, darüber ein glattes Schild, auf dem früher ein Familienwappen zu sehen war. Dies ist ein Zeichen, dass die Kapelle einst für die Grundherrenfamilie vorbehalten war. Der Eingang zum Kirchenschiff erfolgt über das Eingangsportal an der Nordseite der Kirche. Darüber zeigt ein Relief die biblische Szene der Kreuzigung mit Christus am Kreuz zwischen Maria und einer weiteren Figur. Die Seelen der beiden Diebe werden von einem Engel und einem Dämon davongetragen. Die beiden Engel auf dem Schlussstein des Bogens haben vielleicht einst ein Wappen präsentiert oder Weihrauchfässer getragen. Dieses Eingangsportal ist seit dem 13. März 1930 als Monument historique klassifiziert.

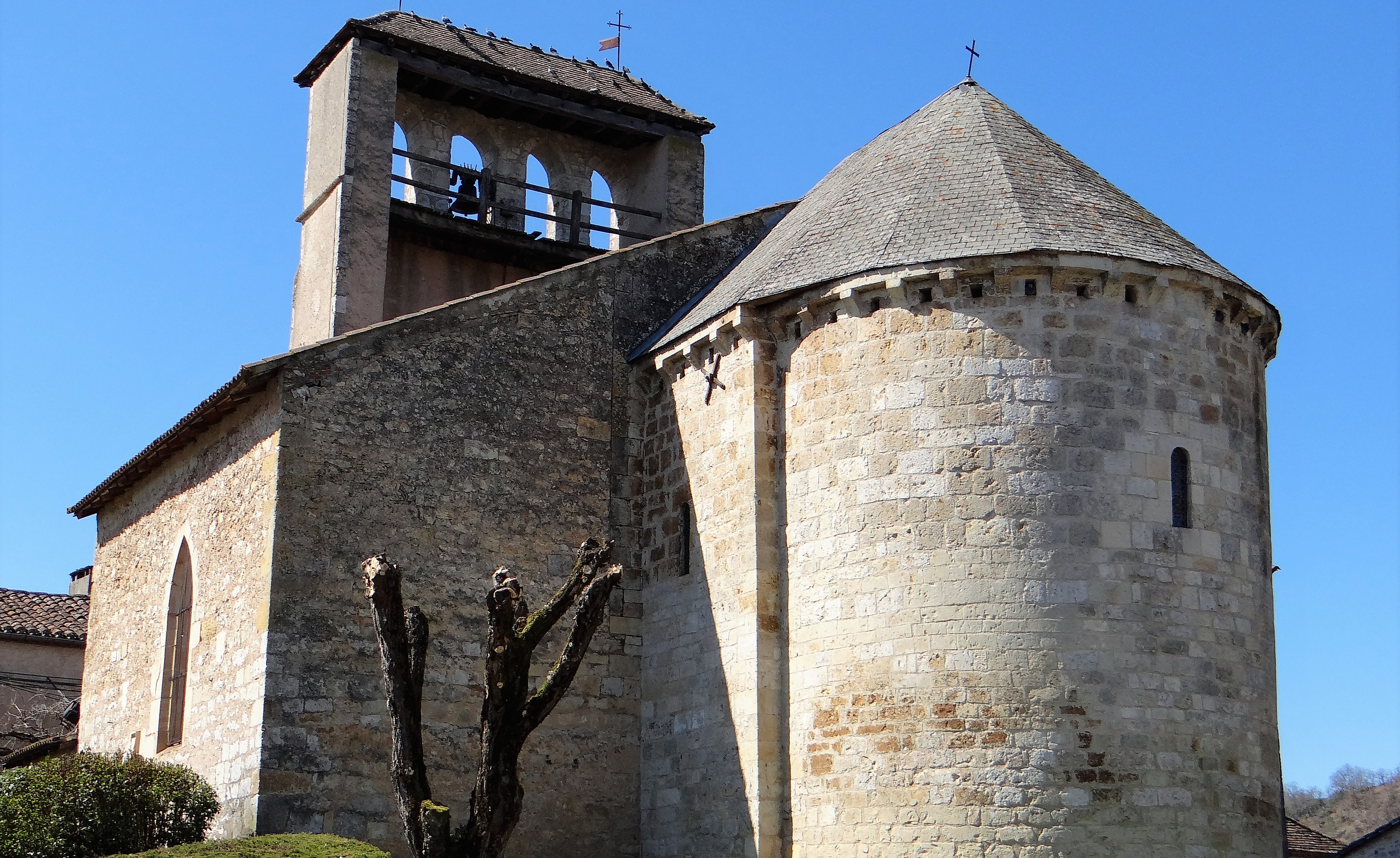
Pfarrkirche Saint-Laurent
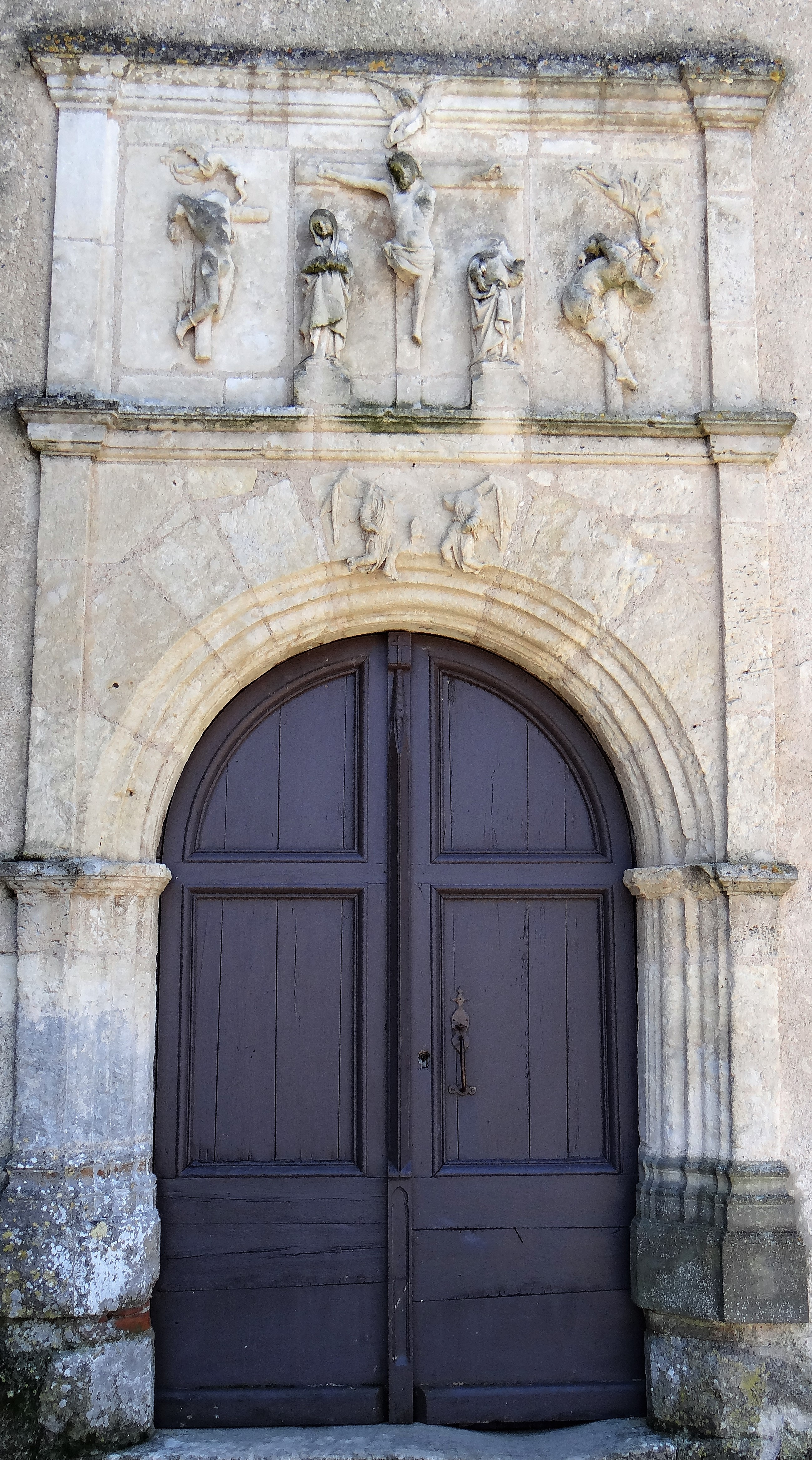
Eingangsportal (Monument historique)
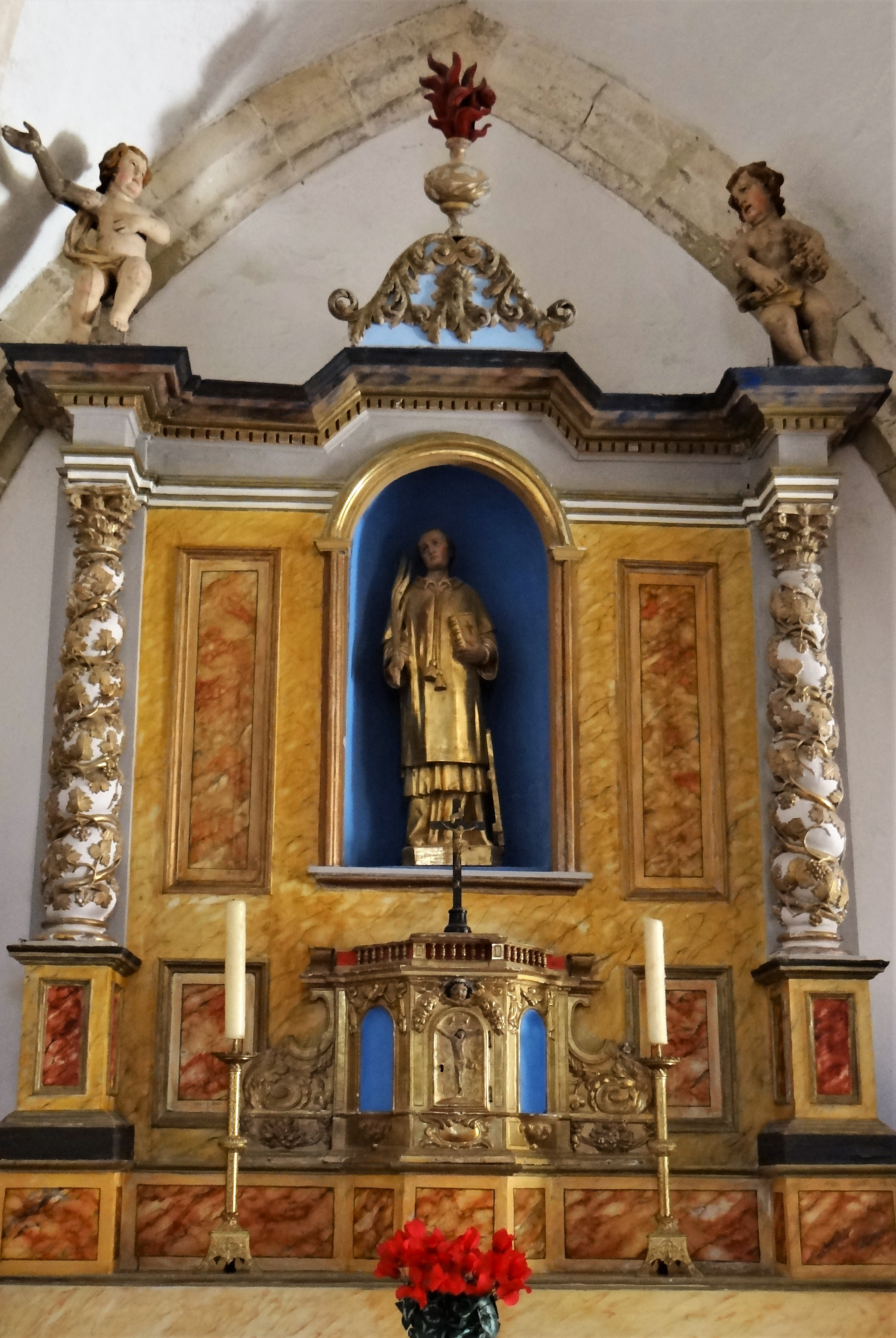
Altar in der nördlichen Seitenkapelle
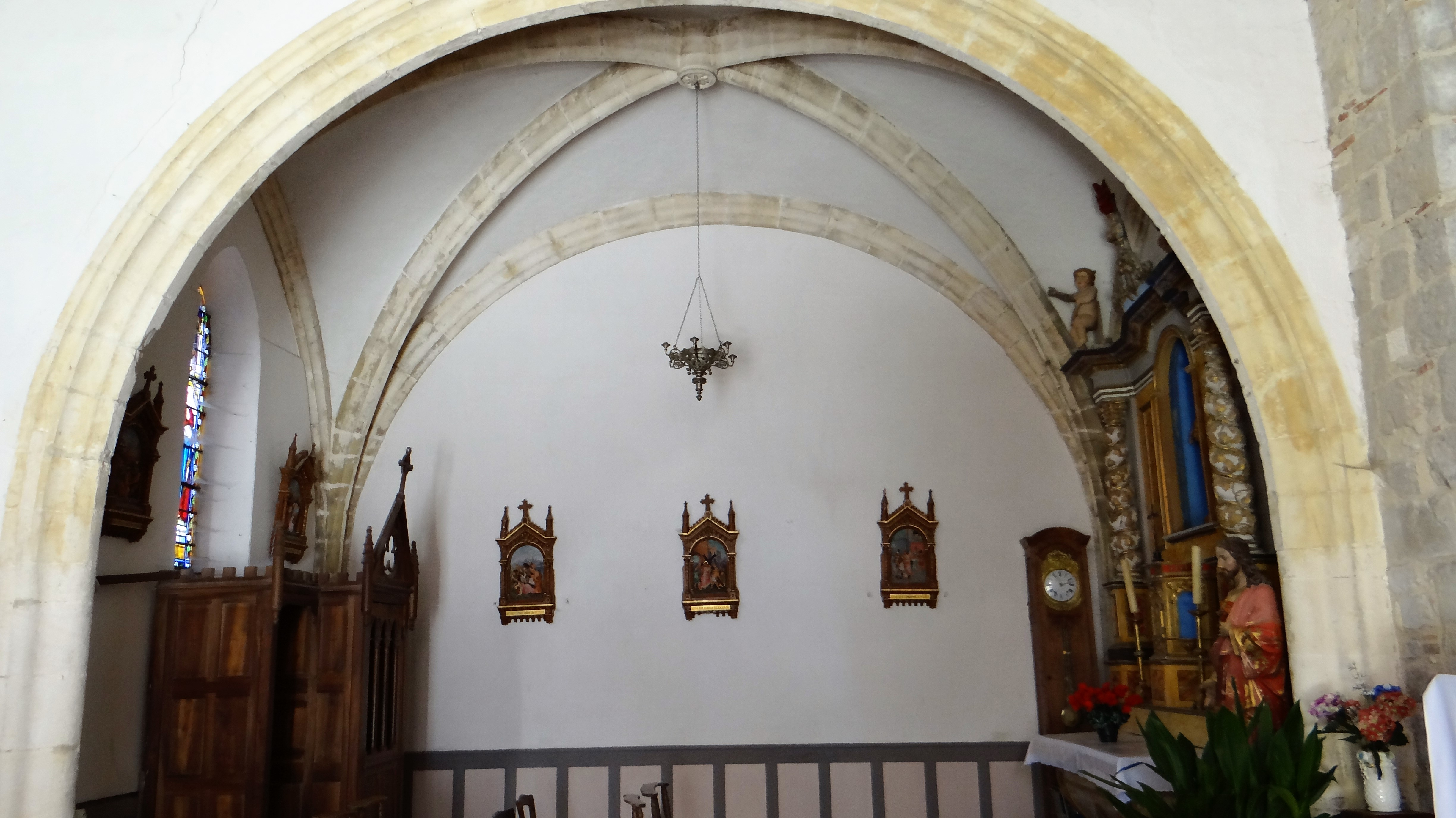
Nördliche Seitenkapelle
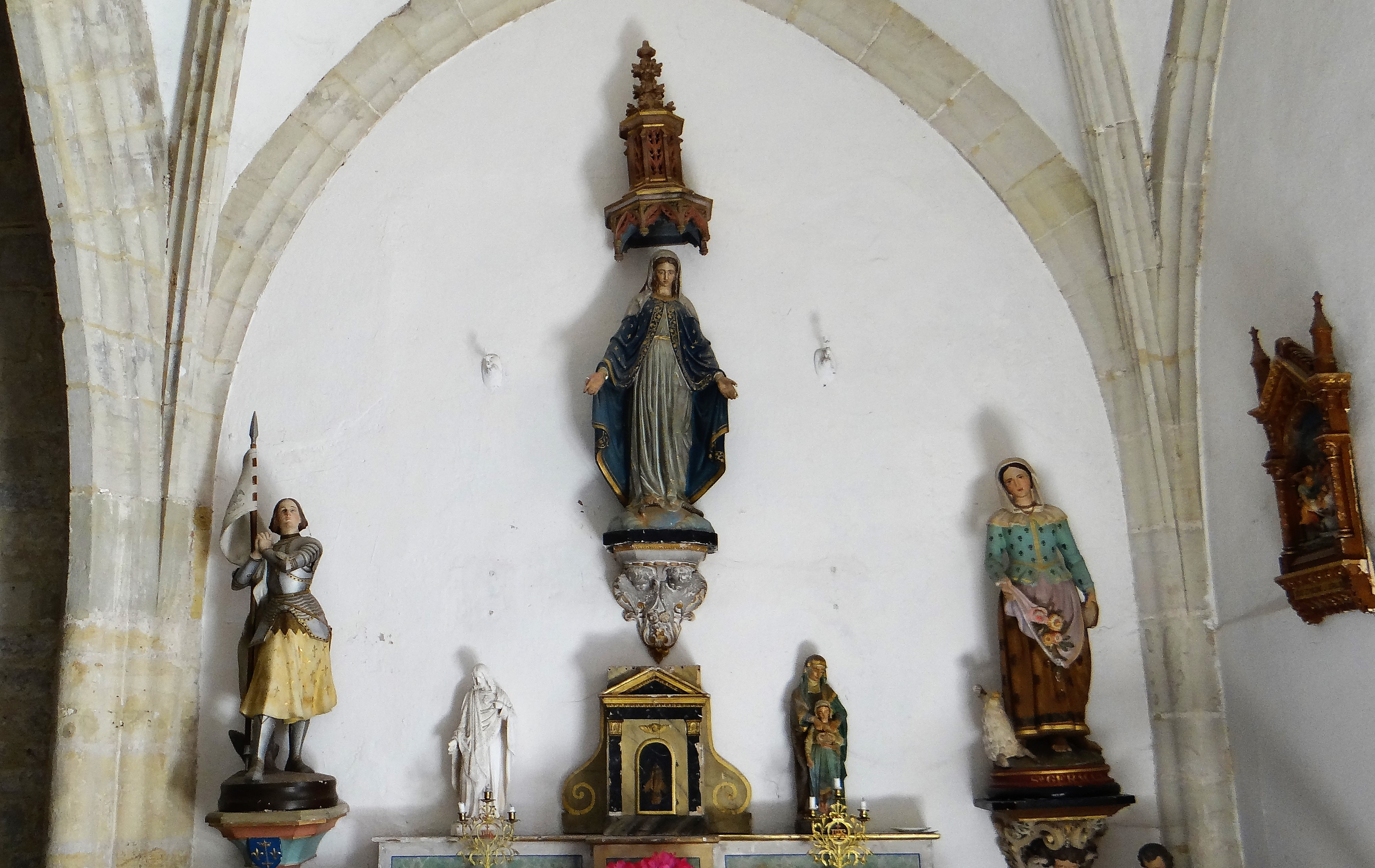
Altar in der südlichen Seitenkapelle

### Schloss Anglars

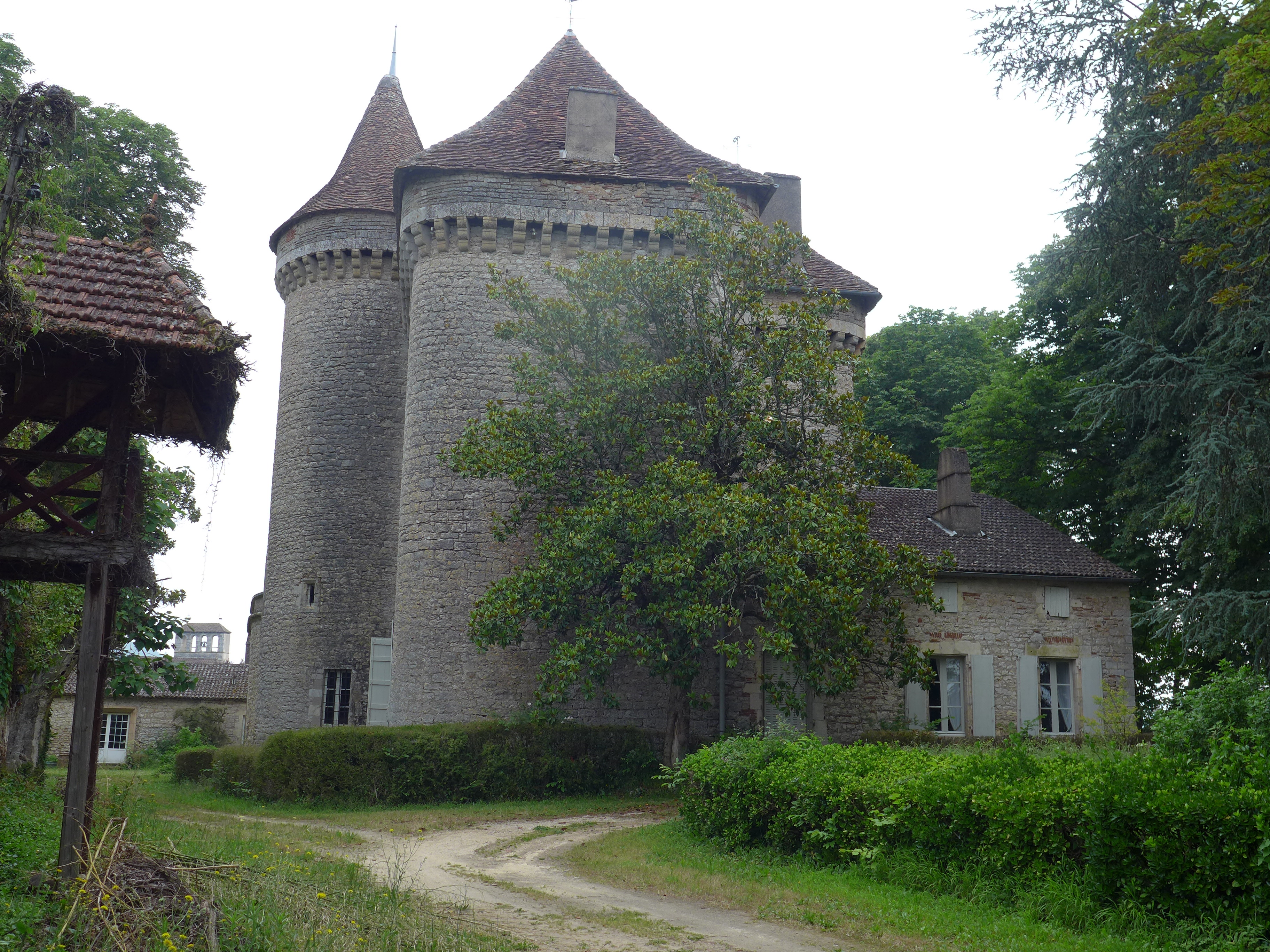
Schloss Anglars

Es besitzt eine gewisse Ähnlichkeit mit dem fünf Kilometer entfernten Schloss Cousserans in Belaye, was eine zeitliche Nähe der Errichtungen nahelegt. Das Schloss Cousserans wurde in den Jahren 1472 bis 1479 errichtet. Der Bau des Schlosses Anglars wird zu einem jüngeren Datum geschätzt. Der Stil des ehemaligen Eingangs zählt jedenfalls bereits zur Renaissance.
Das Schloss von Anglars wird vom Seigneur von Cousserans am 24. Oktober 1588 eingenommen. Im 17. Jahrhundert geht das Schloss an die Familie Malegat, dann 1679 an die Familie Dablanc, die es bis zur Französischen Revolution behielten. Im Jahre 1818 gehört es Bonafous-Murat, der die Anlage des Parks veranlasste. 1880 wurde es an die Familie Bénestèbe verkauft, die dort nach dem Ersten Weltkrieg ein Gestüt einrichteten.
Schloss Anglars besitzt ein hohes längliches Hauptgebäude aus Bruchsteinen errichtet mit abgerundeten Ecken, Ein runder Treppenturm im Nordwesten, ein viereckiger Turm mit abgerundeten Ecken und eine reduzierte Variante des kurzen Flügels verleihen dem Schloss die Ähnlichkeit mit dem Schloss Cousserans. Die beiden Türme sind dezentriert, wie bei dieser Art von Gebäude oft vorkommt. Die durchgehende Bekrönung mit Maschikuli am Schloss Cousserans ist hier durch den Treppenturm unterbrochen, der über den Wohntrakt hinausragt. die Konsolen der Maschikuli liegen auf Verdachungen oder Stürzen der Kreuzstockfenster und Querstockfenster des Wohntrakts auf.

## Wirtschaft und Infrastruktur

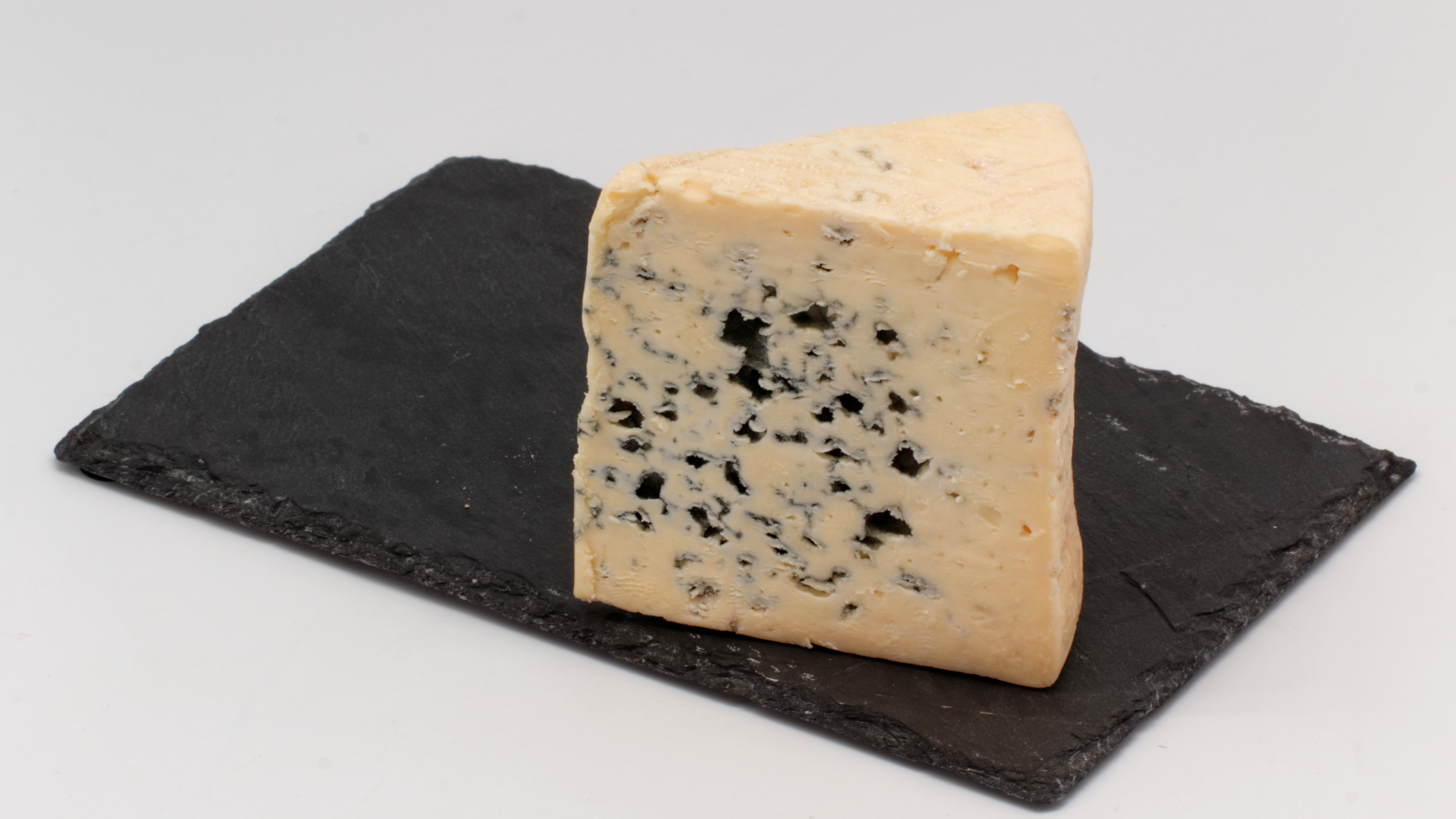
Blauschimmelkäse Bleu des Causses
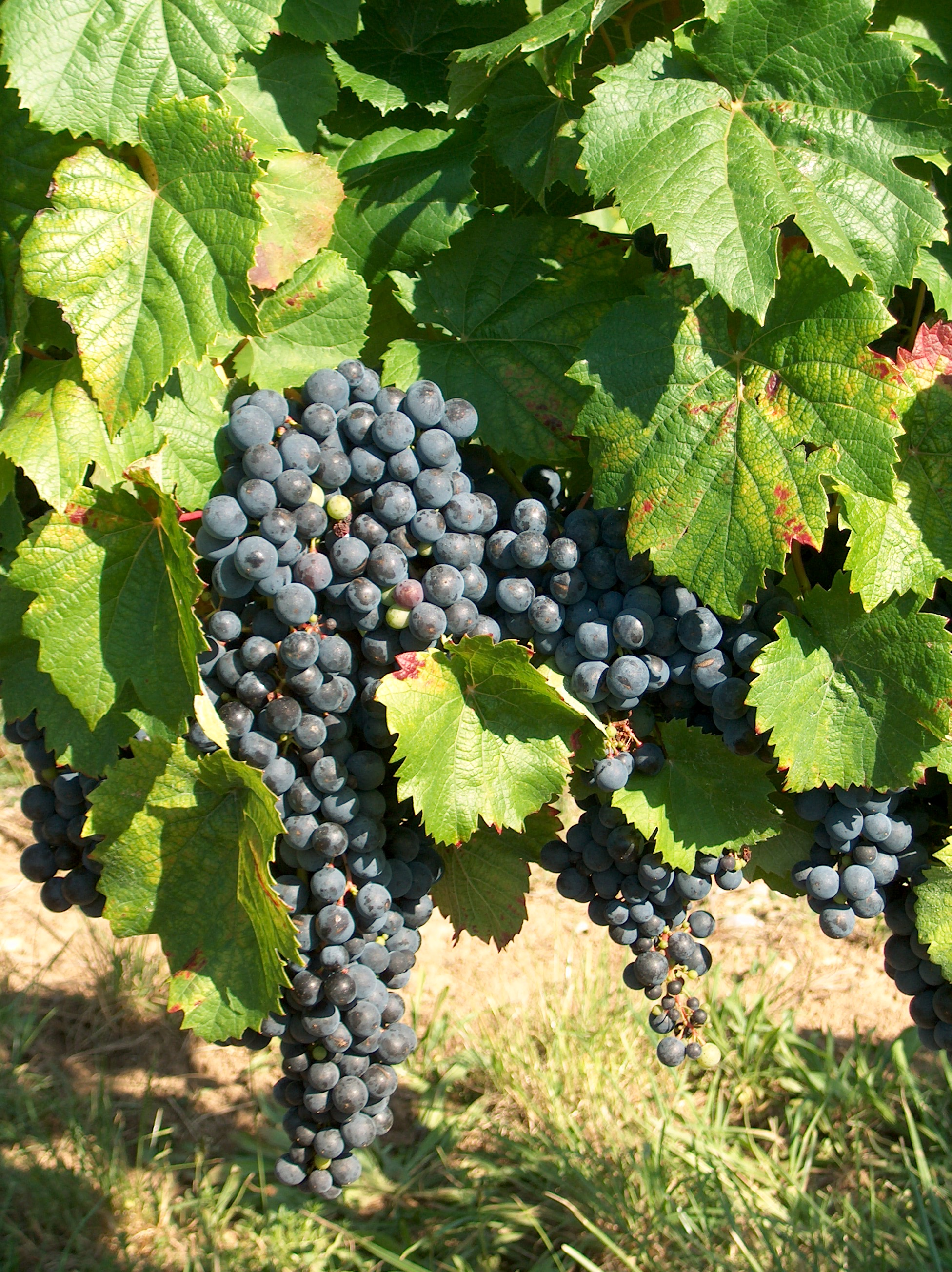
Weinrebe der AOC Cahors
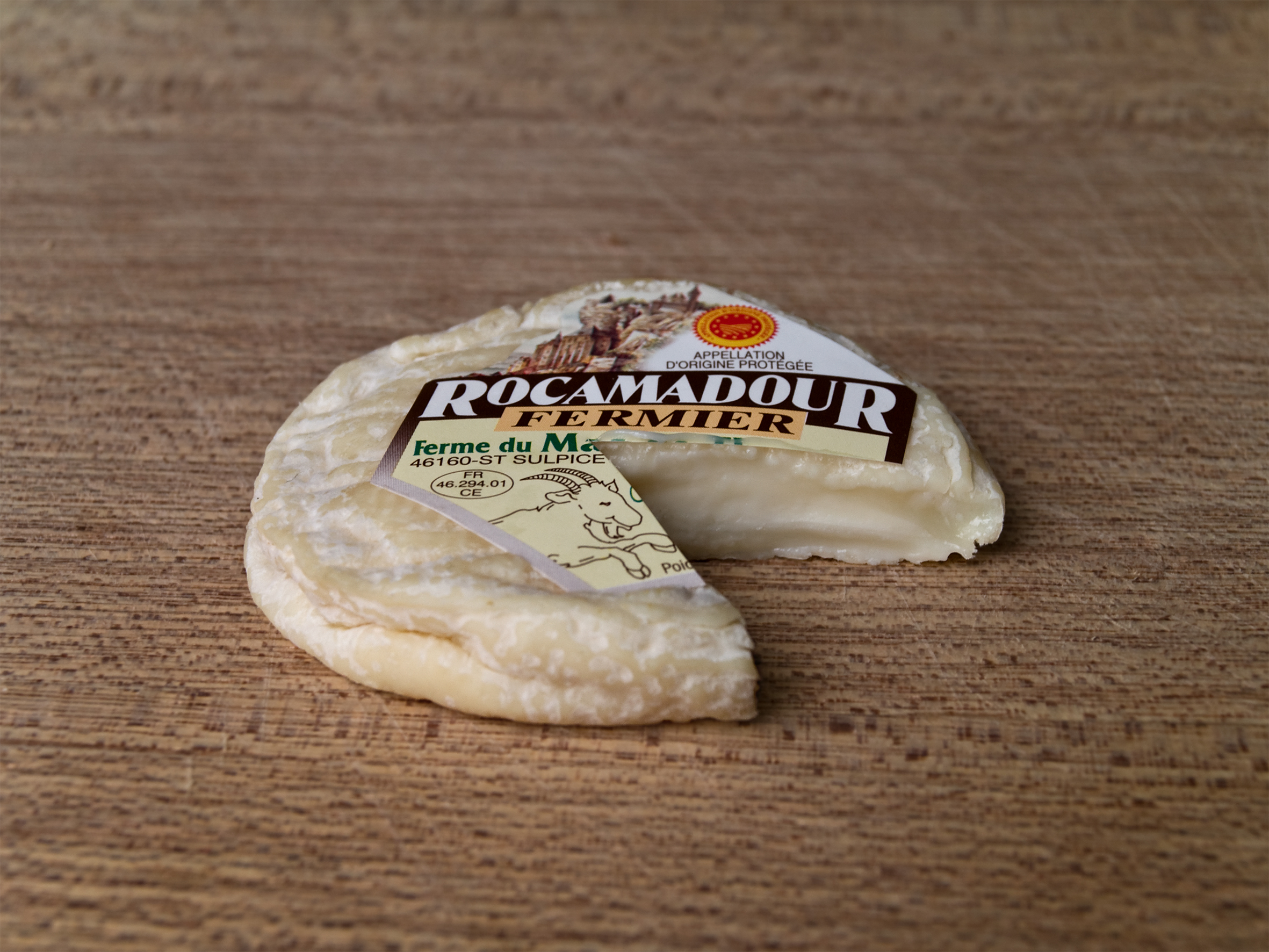
Rocamadour-Käse

Anglars-Juillac liegt in den Zonen AOC
- des Blauschimmelkäses Bleu des Causses,
- des Cahors-Weins,
- des Rocamadour, eines Käses aus Ziegenmilch,
- der Noix du Périgord, der Walnüsse des Périgord und
- des Nussöls des Périgord.[11]

### Bildung
Die Gemeinde verfügt über eine öffentliche Vorschule mit 22 Schülerinnen und Schülern im Schuljahr 2018/2019.

### Verkehr

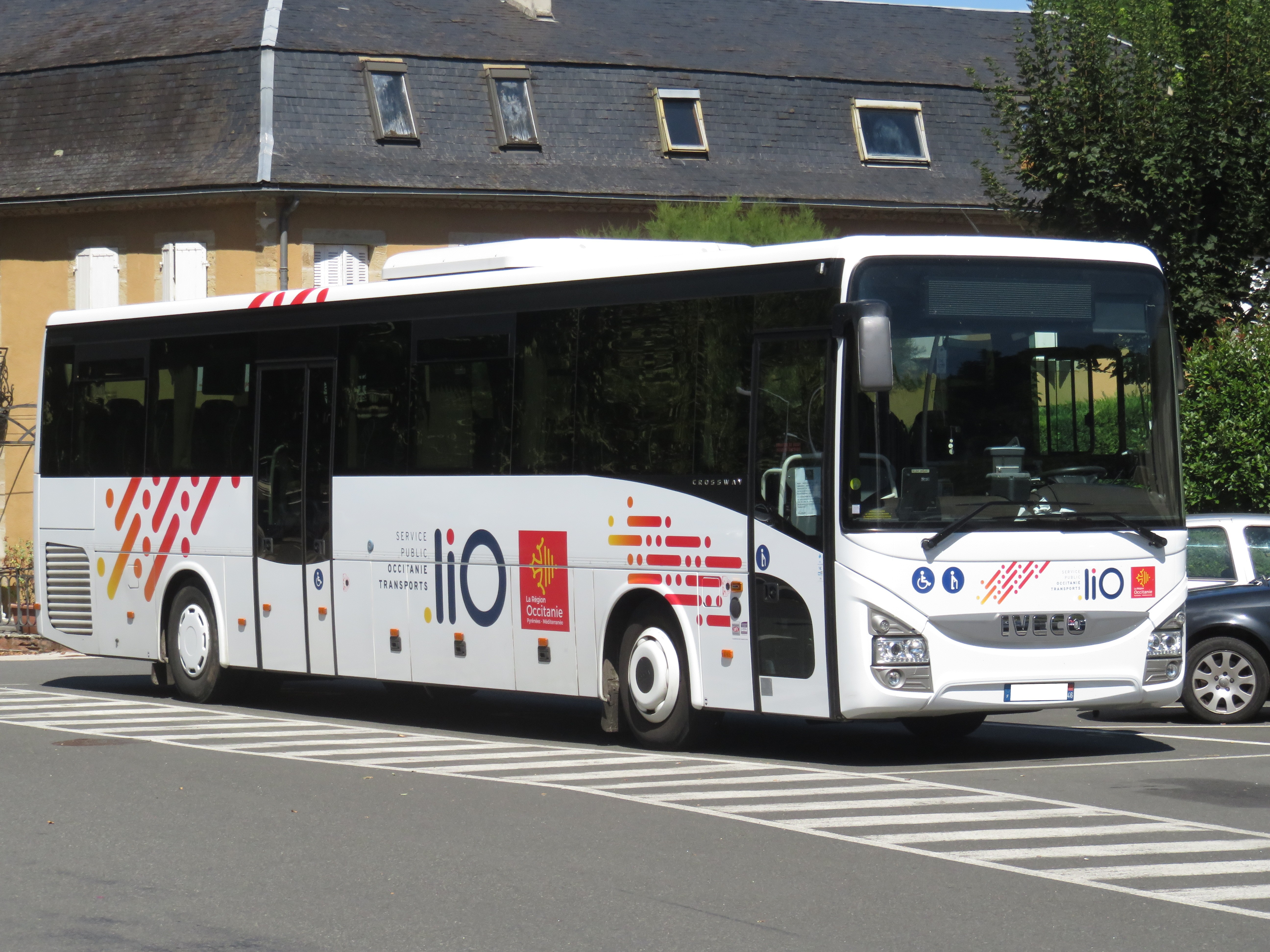
Bus der Lignes intermodales d’Occitanie

Anglars-Juillac ist erreichbar über die Routes départementales 8 und 45.
Außerdem ist die Gemeinde über eine Linie des Busnetzes Lignes intermodales d’Occitanie von Cahors nach Monsempron-Libos mit anderen Gemeinden des Départements verbunden.